# Grigorij Čirkin
Grigorij Aleksandrovič Čirkin (in russo Григорий Александрович Чиркин?; Novosibirsk, 26 febbraio 1986) è un ex calciatore russo, di ruolo centrocampista.

## Palmarès

### Club

#### Competizioni internazionali
- Baltic League: 1

Ventspils: 2009-2010